# قائمة المنشورات العلمية لألبرت أينشتاين
ألبرت أينشتاين (1879-1955) والذي عُرف بفيزيائي القرن العشرين، اشتهر بوضعه لنظريتي النسبية الخاصة والنسبية العامة. كما كان له مساهمات هامة في الميكانيكا الإحصائية، لا سيما تعامله مع الحركة البراونية، وحله لمفارقة الحرارات النوعية، ووضع لنسبية اينشتاين النظرية الحركية لنظرية الترجيح والخسارة على الرغم من تحفظاته على تفسيرها، قام أينشتاين أيضاً بمساهمات جبارة لميكانيكا الكم وبطريقة غير مباشرة جاءت نظرية الحقل الكمومي في المقام الأول على دراساته النظرية للفوتون.
منشورات اينشتاين العلمية رتبت في الأسفل على أربع مقالات الجرائد وأجزاء الكتب والكتب مع ترجمة«إنجليزية» كل منشورة مفهرسة في العمود  الأول على رقمها في كتاب بيبلوجرافيا شيليب (ألبرت آينشتاين فيلسوف وعالم ص694 -730) وعلى رقم المقال في مجموع أوراق آينيشتاين. أرقام شيليب أستخدمت لتكون مرجعا (اخر عمود في كل جدول) لأنها أكثر البيلوجرافيا التي تغطي جزءا كبيرا من حياة آينشتاين في الوقت الحاضر وترجمة العناوين الإنجليزية أخذت عموما من أجزاء الأوراق المجموعة لأينشتاين، بعض الترجمات الرسمية غير متاحة والترجمات غير الرسمية وضعت معها علامة  § في الأعلى.على الرغم من أن يتم عرض الجداول في الترتيب الزمني افتراضيا، كل جدول يمكن إعادة ترتيبها حسب الترتيب الأبجدي ل أي عمود عن طريق نقر  القارئ على الأسهم في الجزء العلوي من هذا الشيء، للتوضيح، ل إعادة ترتيب الجدول حسب الموضوع، e.g ، ل مجموعة معا من المقالات التي تتعلق ب «النسبية العامة» أو «ارتفاع درجات الحرارة المحددة» -one يحتاج فقط النقر على الأسهم في الأعمدة «تصنيف وملاحظات». طباعة الجدول -  ، يمكن للمرء  طباعته مباشرة باستخدام الخيار الطباعة في متصفح الويب، ويسلط الضوء على الأعمال التعاونية التي كتبها اينشتاين في الخزامى، مع المؤلف المشارك (ق) الواردة في العمود الأخير من الجدول.ويلون على الأعمال التعاونية التي كتبها اينشتاين بالأرجواني، والمؤلف المشارك  يورد إسمه  في العمود الأخير من الجدول.
عديد أعمال أينشتاين الغير العلمية لم تذكر هنا، للحد من حجم المقالة ولكي لا يضيع تركيز القارئ، تقسم الأعمال العلمية وغير العلمية يتبع لبيلوجرافيا شيليب التي تحتوي على أكثر من 130 عمل غير علمي لأينيشتاين وغالبها أعمال في علوم إنسانية أو سياسية (ص 730-746)، خمسة مجلدات من أوراق أينشتاين جمعها (المجلدات 1 و 5، 8-10) وتخصص لمراسلاته، والكثير منها تتعلق بمسائل علمية و لم يتم سرد هذه الرسائل هنا، لأنها لم تكن معدة للنشر.

## التسلسل الزمني والسمات الرئيسية

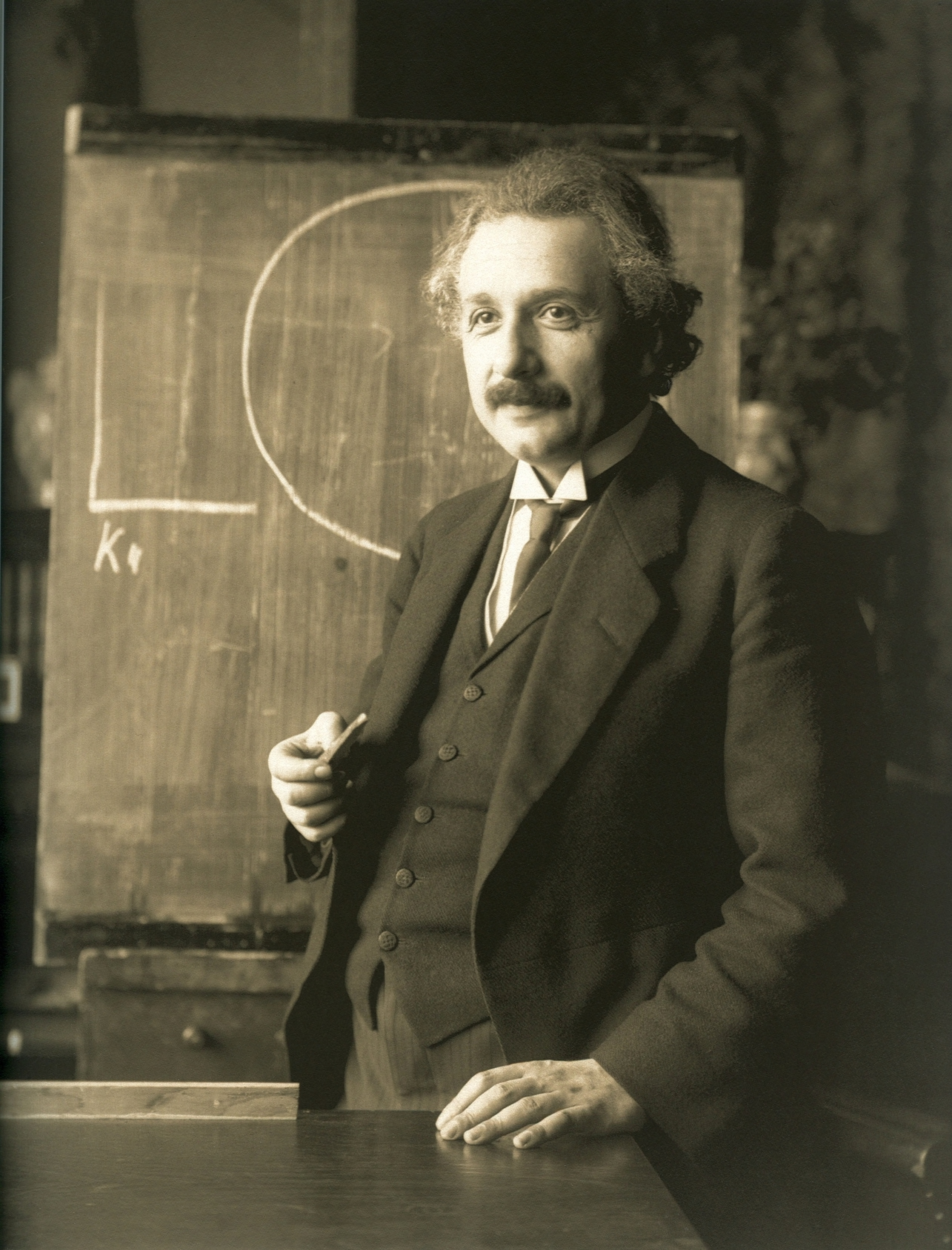
أينشتاين عام 1921.

المحطة التالية من الاكتشافات العلمية آينشتاين توفر سياقا للمنشورات المذكورة أدناه، وتوضح محاور رئيسية تعمل من خلال عمله.
أول أربع منشورات جاءت من أوراقه العلمية التي سماها (آنوس ميربيليس) أو أوراق معجزة العام.
- في عام 1905، اقترح أينشتاين وجود الفوتون، وهو الجسيمات الأولية المرتبطة الإشعاع الكهرومغناطيسي (الضوء)، والتي كانت الأساس ل نظرية الكم،[2] في عام 1909، بين أينشتاين أن الفوتون يحمل زخم فضلا عن الطاقة، ويجب أن يكون هذا الإشعاع الكهرومغناطيسي يحتوي كل من خصائص تشبه الجسيمات وأخرى تشبه الموجة حسب قانون بلانك. هذا كان أصل مبدأ ازدواجية موجة - جسيم [3] وأخذ جائزة نوبل في الفيزياء على هذا العمل عام 1921
- في عام 1905 قدم أينشتاين نظريته للحركة البراونية في اهتزات عدد التصادمات الذرية مع أي مادة [4] وقدم أدلة كثيرة على ان تلك المادة مكونة من ذرات  وقدم أينشتاين نسبية الانتشار التي كانت أول مثال لنظرية التموجات والانتشار وسمح لوضع تقدير جيد لعدد أفوجاردو.[5]
- بالإضافة إلى ذلك في عام 1905، وضع أينشتاين نظرية النسبية الخاصة، التي التوفيق بين النسبية للحركة مع الثبات الملحوظ في سرعة الضوء (مفارقة للفيزياء القرن التاسع عشر) [6] والنسبية الخاصة هي الآن مبدأ أساسي في الفيزياء في ومن تنبؤاتها الحدسية: تمدد الزمن أو تبطأ حركة الزمن  وتلقص الأطوال
- وفي عام 1905 وضع اينشتاين مفهومه لتكافؤ الكتلة والطاقة. العلاقة الطاقة = الكتلة ضرب مربع سرعة الضوء احتملت على أن المادة كانت شكل من الطاقة. وهي أثبتت لاحقا عن طريق نقص الكتلة في نواة الذرة. وهذا الشيء أدي سقوط الفاصل بين المادة والطاقة. الطاقة المحررة من التفاعل النووي (وهي أساس الطاقة النووية الأسلحة النووية) ويمكن تقديرها  من ارتداد أي كتله.[7]
- في عام 1907 وفي عام 1911 طور أينشتاين أول نظرية كم عن التحميل الحراري عن طريق تعميم قانون بلانك [8] ونظريته كانت حلاً لمفارقة القرن التاسع عشر الفيزيائية وهي أن التحميل الحراري في كثير من الأحيان يكون صغيراً جداً ولا يمكن لأي نظرية كلاسيكية أن تفسره. عمله كان أيضا إظهار أن قانون بلانك للميكانيكا الكمية هو مبدأ في الفيزياء وليس مجرد شيء خاص للإشعاعات الأجسام السوداء.[9]
- بين العام 1907 وعام 1915 طور أينشتاين نظرية النسبية العام ووضع مجال كلاسيكي عن الجاذبية والذي يقدم حجر الزاوية للفيزياء الفلكية وعلم الكون.[10] نشأت النسبية العامة على فكرة غريبة وهي أن الزمن والفضاء يتفاعلان بشكل ديناميكي مع المادة والطاقة، ولقد تم إجراء لهذا الأمر فحص تجريبي بطرق كثيرة وتؤكد توقعات هذه النظرية [11] ويؤكد هذه النظرية أيضا إبطاء الزمن الثقالي [12] وفي الثقوب السوداء [13] وتباطؤ الإطار المرجعي [14] والموجات الثقالية.[15]
- في عام 1917 نشر أينشتاين فكرة منهجية أينشتاين وبيروليون وكيلير للبحث عن سخة ميكانيكا الكم في أي نظام كلاسيكي.[16] نموذج بور الشهير عن ذرة الهيدروجين كان مثالاً بسيطاً لكن منهجية أينشتاين وبيليون وكيللير أعطى   تنبؤات دقيقة لأنظمة أكثر تعقيداً، مثل الكاتيونات الثنائية  H2+ and HeH2+.[17]
- في عام 1918 طور اينشتاين النظرية العامة للعملية التي تتأثر بها الذرات بالإشعاع الكهرومغناطيسيفتكون هناك ذرات تنبعث منها واخرى تمتص الإشعاع الكهرومغناطيسي أو ما يسمى بالمطيافية. النظرية هذه كانت سببا في إنتاج ليزرات (الانبعاث المستحث) وكانت سببا في تطور النظرية الكهروديناميكا كمية الحديثة والتي تعتبر أفضل نظرية فيزيائية مثبتة حاليا.[18]
- في عام 1924 قام بمشاركة أكبر الفيزيائيون الهنود ساتيندرا ناث بوز، أينشتاين طور نظرية إحصاء بوز-أينشتاين وتكاثف بوز-أينشتاين وهي من أساسيات الميوعة الفائقة والموصلية الفائقة وظواهر أخرى.[19]
- عام 1935 مع بوريس بدولسكي وناثان روسين ومن نتائج هذا العمل ما يعرف الآن مفارقة إي بي آر و جادل بأن الدالة الموجية الكمومية يجب أن تكون وصفا غير كامل من العالم المادي أو الفيزيائي.[20]
- في العقود الثلاثة الأخيرة من حياته، بحث أينشتاين في عديد من نظريات الحقل الموحد الكلاسيكية وكانت على كل حال غير مطابقة للتجارب.[21]

## وصلات خارجية
- (بالألمانية)

```
قائمة المنشورات العلمية لألبرت أينشتاين من عام 1901 حتى عام 1922
 
نسخة محفوظة
 8 مايو 2013 على موقع 
واي باك مشين
.
 من موقع أينشتاين
```

- مشروع أوراق أينشتاين على معهد كاليفورنيا للتقنية (بالإنجليزية)
- أرشيفات أينشتاين على الإنترنت على الجامعة العبرية في القدس (بالإنجليزية)